# Hospital de La Princesa
O Hospital Universitário de La Princesa é um centro hospitalar da cidade de Madrid (Espanha), fundado em 1955 e localizado na rua de Diego de León. Outros centros tinham recebido o mesmo nome antes deste. Trata-se de um dos quatro hospitais docentes da Faculdade de Medicina da Universidade Autónoma de Madrid.

## História

### Antecedentes
O 20 de dezembro de 1851 nasceu a primeira filha da rainha Isabel II, a infanta Isabel de Borbón, à que, como herdeira do trono, lhe foi concedido o título de princesa de Astúrias. Pouco depois, o 2 de fevereiro de 1852, a rainha sofreu um atentado a mãos do cura Merino. Dias depois, o 11 de fevereiro, a rainha solicitou ao presidente do Governo, Juan Bravo Murillo, a construção de um hospital ao qual se lhe desse o nome de "Princesa" em honra a sua filha e como acção de graças por ter saído ambas ilesas do atentado.
Desta maneira, o 16 de outubro de 1852 pôs-se a primeira pedra do futuro hospital, situado na actual rua de Alberto Aguilera (então denominada Passeio de Areneros até 1903). Inaugurou-se quatro anos e meio mais tarde, o 24 de abril de 1857.
Durante a Primeira República Espanhola (1873-1874), o hospital denominou-se “Hospital Nacional” e na Guerra Civil, devido a sua proximidade à linha da frente da Cidade Universitária, foi transladado ao Colégio del Pilar, no bairro de Salamanca, com o nome de Hospital Nacional de Cirurgia.

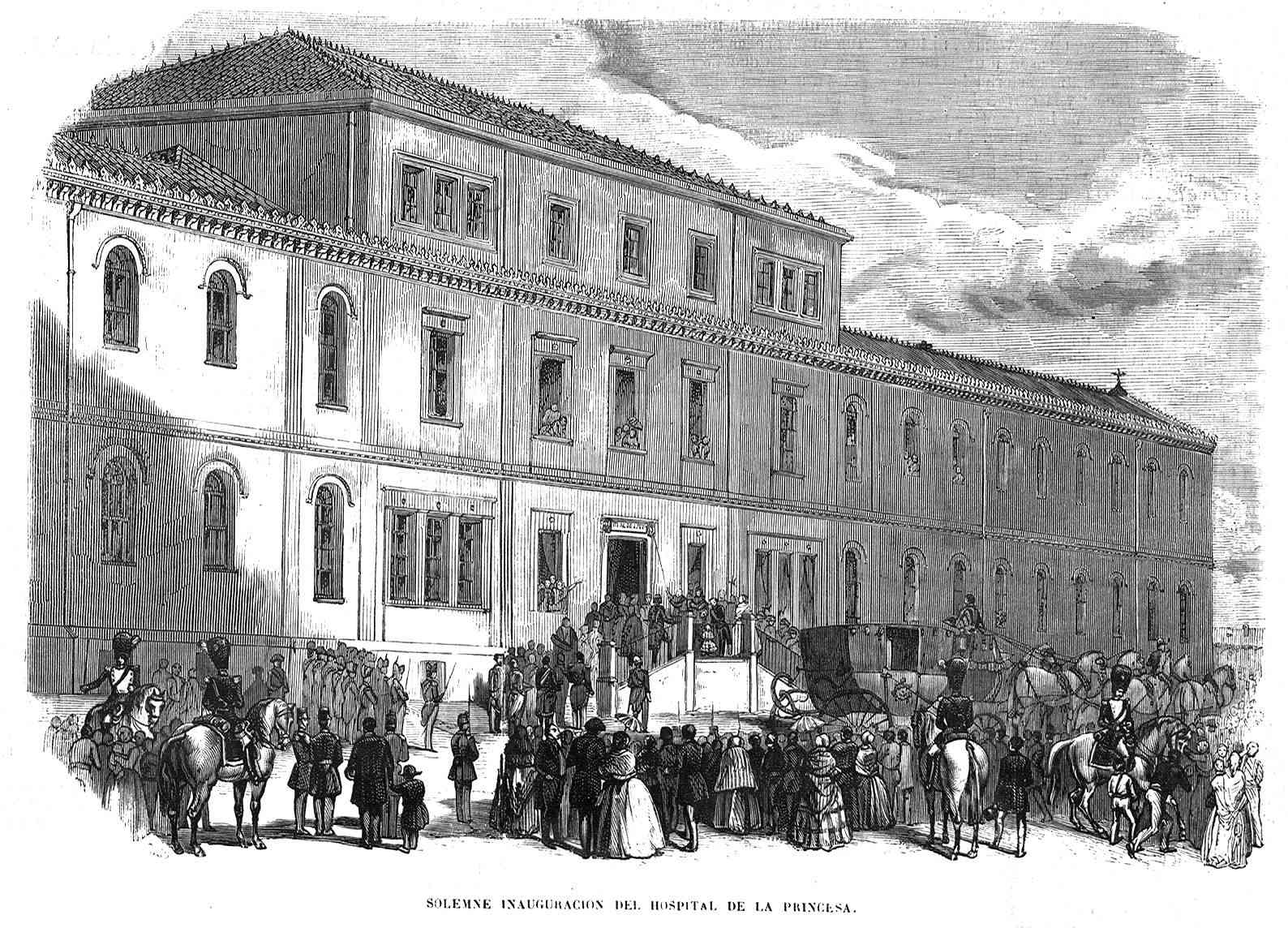
Inauguração do hospital antigo, em 1857. Gravura publicada no Museo Universal

### O Hospital novo
Em 1944 já tinham-se iniciado as obras do novo hospital. O edifício, baseado num projecto de Amós Salvador Carreiras que não pôde se executar devido ao estalido da Guerra Civil Espanhola, foi construído sob a direcção de Manuel Martínez Chumillas.
O 3 de novembro de 1955 inaugurou-se oficialmente. O hospital passou a denominar-se Grande Hospital da Beneficencia Geral do Estado, albergando a pacientes  procedentes das antigas instalações.
Depois do final do franquismo, o centro, que tinha dependido da Direcção Geral de Beneficencia, passou a ser gerido pela Segurança Social.
Por causa da deterioração do hospital, que arrastava deficiências nas suas instalações desde a década dos 60 do século XX, foi necessário realizar profundas reformas entre 1978 e 1984, a partir de um projecto de remodelagem dos arquitectos Alfonso Casares Ávila e Reynaldo Ruiz Yébenes.
O 15 de outubro de 1984 inauguravam-se as novas instalações, com a presença da rainha Sofía e do então ministro da  Saúde  Ernest Lluch. Nesse mesmo ano, o local recuperava seu antigo nome.
O hospital vinculou-se com a Universidade Autónoma de Madrid, adquirindo a categoria de hospital Universitário.
A gestão e financiamento correu a cargo do Instituto Nacional da Saúde até 1 de janeiro de 2002, data em que a Comunidade de Madrid assumiu as transferências sanitárias, anteriormente a cargo do INSALUD.
Em 2012, o então presidente da Comunidade de Madrid, Ignacio González, numa estratégia de privatização da saúde pública, anunciou o projecto de transformar o hospital num centro “de alta especialização” nas patologias dos idosos maiores de 75 anos, o que provocou uma ampla rejeição por parte do pessoal sanitário e dos utentes que obrigou a que se desestimase a proposta, se respeitando o carácter geral do centro a mudança de um recorte em seus fundos.

## Como chegar
Ao hospital pode-se aceder tanto em autocarro como em metro. Diversas linhas de autocarro têm para nos arredores do centro. Estas linhas são:
Diurnas: 12, 26, 56, 61, 72, 73, 210, C1 e C2.
Nocturnas: N3

### Metro
Pode-se chegar mediante as linhas 4, 5 e 6 do Metro de Madrid